# Okres Blenio
Okres Blenio (italsky Distretto di Blenio) je švýcarský okres v kantonu Ticino. Správním centrem je obec Acquarossa. Žije zde přes 5000 obyvatel. Zahrnuje údolí Valle di Blenio a jeho vedlejší údolí. Jde o nejsevernější okres kantonu. Okres se dělí na tři kraje (circoli).

## Správní členění
Okres se člení na 3 kraje (circoli):
- Kraj Acquarossa
- Kraj Malvaglia
- Kraj Olivone

## Přehled obcí
| Znak       | Název obce | Počet obyvatel (31. 12. 2022) | Rozloha (km²) | Hustota zalidnění (obyv./km²) | Kraj       |
| ---------- | ---------- | ----------------------------- | ------------- | ----------------------------- | ---------- |
| Acquarossa | Acquarossa | 1831                          | 61,78         | 30                            | Acquarossa |
| Serravalle | Serravalle | 2053                          | 96,80         | 21                            | Malvaglia  |
| Blenio     | Blenio     | 1745                          | 202,00        | 9                             | Olivone    |
| Celkem (3) | Celkem (3) | 5629                          | 360,58        | 16                            | (3)        |